# Programme de colonisation de Mars de SpaceX

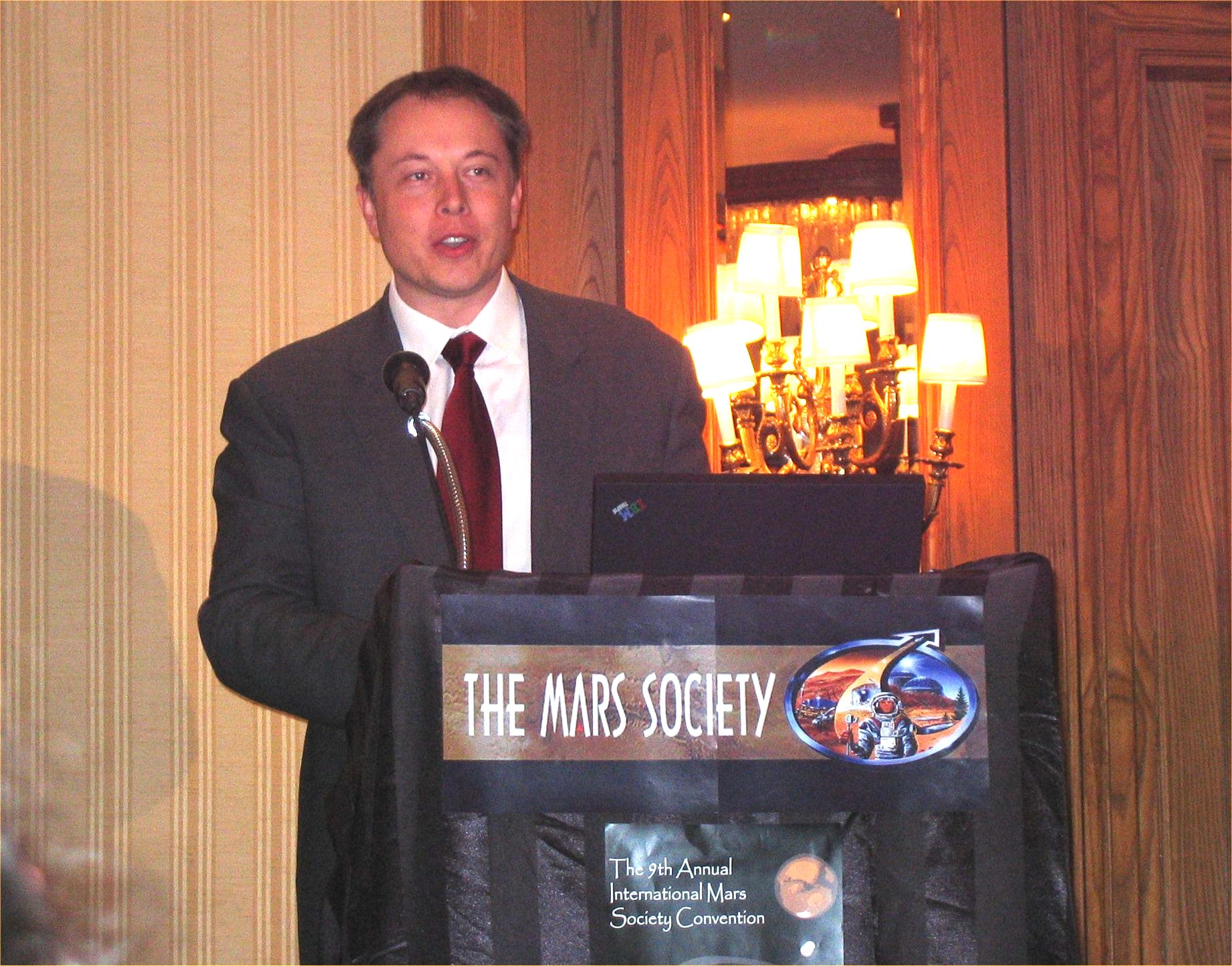
Elon Musk lors de la conférence de la Mars Society en 2006. Avant de fonder SpaceX en 2002, Musk a manifesté son intérêt pour les missions martiennes et a brièvement rejoint le conseil d'administration de l'organisme.

Le programme de colonisation de Mars de SpaceX (également appelé Occupy Mars) est l'objectif de la société SpaceX, en particulier de son fondateur Elon Musk, visant à envoyer des humains vivre sur Mars. Le projet consiste à établir une colonie autonome, à grande échelle, démocratique et autogérée. La motivation sous-jacente est la conviction que la colonisation de Mars permettra à l'humanité de devenir multiplanétaire, assurant ainsi la survie à long terme de l'espèce humaine en cas d'extinction sur Terre.
La colonisation doit être rendue possible grâce à des lanceurs super-lourds réutilisables et produits en masse, appelés Starship. Ceux-ci ont été qualifiés par Elon Musk de « Saint Graal de la fuséologie » pour la colonisation extraplanétaire.
Ces plans de colonisation de Mars ont suscité à la fois des éloges et des critiques. Ils sont soutenus par l’intérêt du public pour l’exploration humaine au-delà de la Terre et le désir de prolonger la durée de vie de l’humanité, mais des doutes subsistent quant à leur faisabilité, à leur mise en œuvre, et à la possibilité pour les humains de vivre durablement sur Mars.

## Histoire
Elon Musk, fondateur de SpaceX, milite pour la colonisation de Mars depuis au moins 2001, notamment au sein de la Mars Society(pp30–31). Dès 2007, Musk déclarait publiquement avoir pour objectif personnel de permettre un jour aux humains d'explorer et de s'établir sur Mars.
SpaceX a affirmé que son objectif était de coloniser Mars afin d'assurer la survie à long terme de l'espèce humaine.
Depuis les années 2000 et le début des années 2010, SpaceX a proposé différentes méthodes pour atteindre Mars, notamment l'utilisation de remorqueurs spatiaux.

### Red Dragon

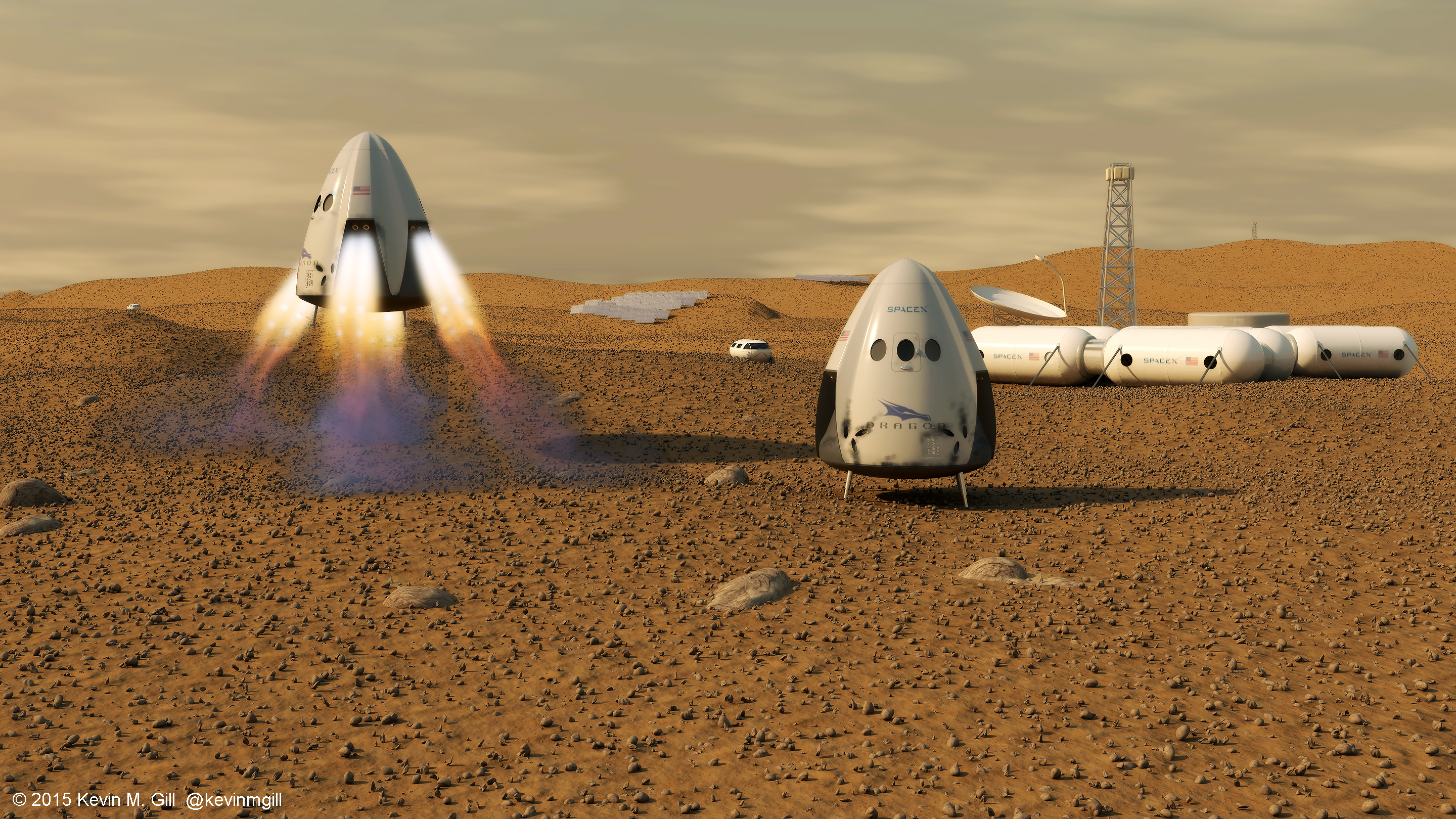
Interprétation artistique de deux capsules Red Dragon sur Mars, à côté d’un avant-poste.

Red Dragon était un concept de mission proposé entre 2011 et 2017, qui aurait utilisé une version modifiée de la capsule Dragon 2 comme atterrisseur martien à faible coût. La capsule aurait été lancée par une fusée Falcon Heavy, et aurait atterri en utilisant ses propulseurs SuperDraco à rétropropulsion. Équiper l’engin de parachutes n’aurait pas été possible sans modifications importantes.
En 2011, SpaceX envisageait d’utiliser Red Dragon pour la mission Discovery n°13, qui aurait été lancée en 2022,,, mais ce plan ne fut pas soumis.
Red Dragon fut proposé en 2014 comme un moyen peu coûteux pour la NASA d’obtenir un retour d’échantillons martiens d’ici 2021. La capsule aurait été équipée d’un système permettant de rapporter sur Terre des échantillons prélevés sur Mars. La NASA ne finança pas ce concept.
En 2016, SpaceX prévoyait de lancer deux véhicules Red Dragon vers Mars en 2018,, la NASA fournissant un soutien technique au lieu d’un financement.
En 2017, le programme Red Dragon fut annulé au profit du vaisseau spatial beaucoup plus grand : le Starship.

### Starship

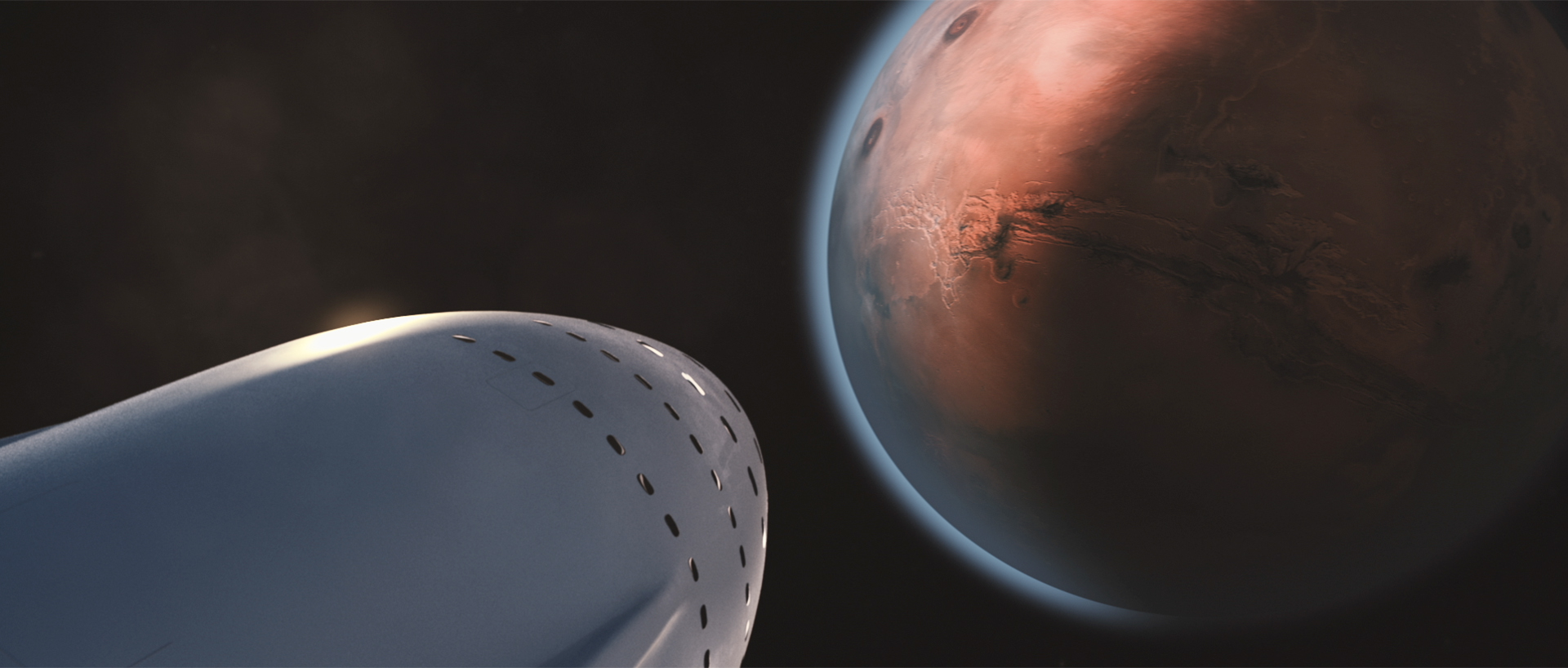
Rendu artistique par SpaceX du Système de transport interplanétaire en approche de Mars.

Le plan actuel de l’entreprise a été officiellement présenté pour la première fois lors du Congrès astronautique international de 2016, en même temps qu’un lanceur entièrement réutilisable : le Système de transport interplanétaire. Depuis, ce lanceur a été renommé « Starship » et son développement se poursuit.
Le programme de développement a franchi plusieurs étapes importantes en 2024. Lors de son troisième vol d’essai, Starship a atteint pour la première fois sa trajectoire visée, et lors de son quatrième vol d’essai, les deux étages du véhicule ont réussi un amerrissage contrôlé après le lancement, une première.
Le 7 septembre 2024, SpaceX a annoncé son intention de lancer les premières missions Starship sans équipage vers Mars d’ici 2026, afin de profiter de la prochaine fenêtre de lancement vers Mars depuis la Terre. L’entreprise prévoyait d’envoyer cinq Starship, et Elon Musk a indiqué sur le réseau social X que ces missions visaient à tester la capacité des Starship à atterrir intacts et de manière fiable sur Mars. Si les missions réussissaient, l’entreprise commencerait les vols habités vers Mars dans environ quatre ans.

## Composition

### Objectifs
Dès 2007, Elon Musk a exprimé comme objectif personnel de permettre un jour l'exploration et l'installation humaine sur Mars.
SpaceX a déclaré que son objectif est de coloniser Mars afin d'assurer la survie à long terme de l'espèce humaine en devenant une civilisation multiplanétaire.

### Système de lancement

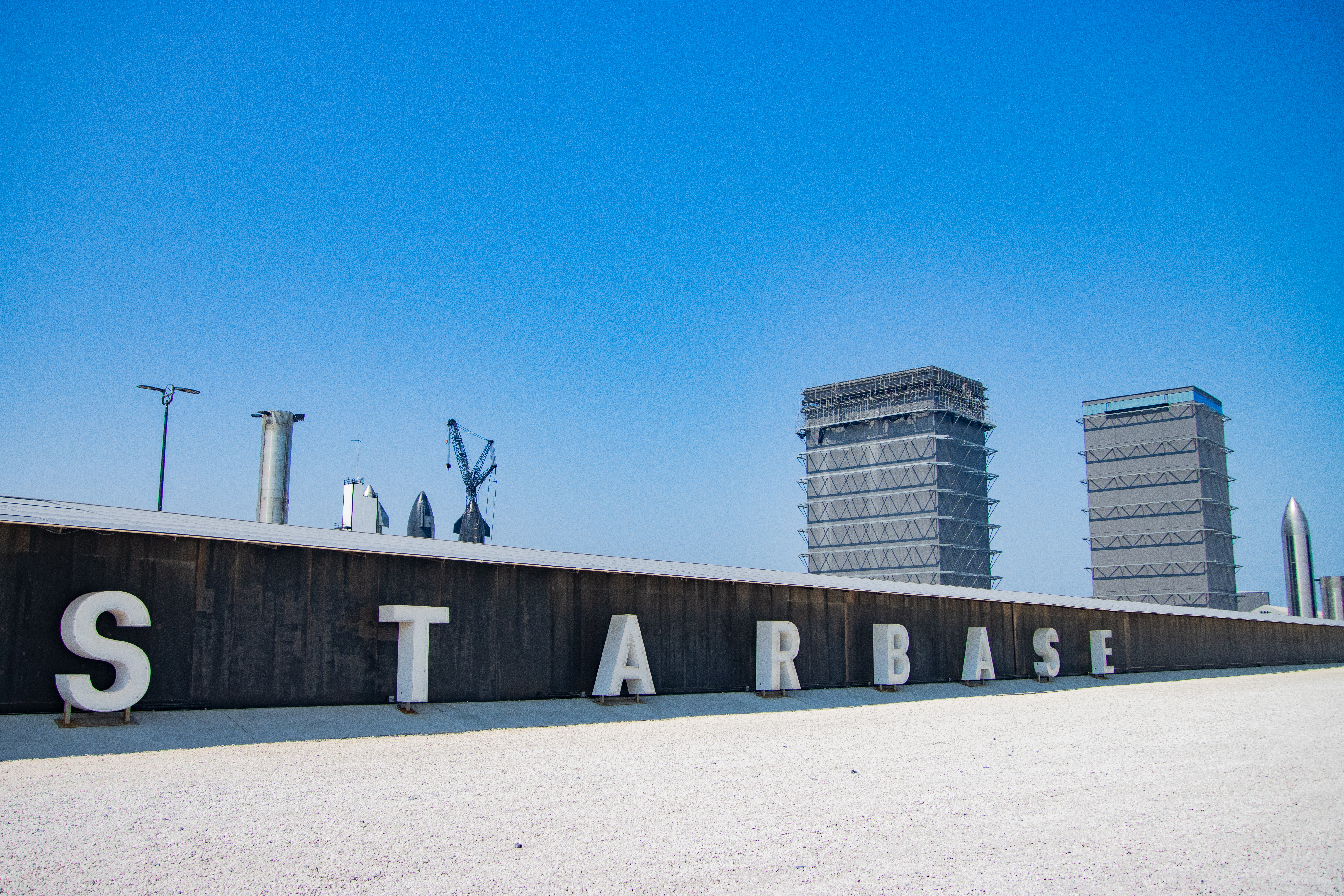
Assemblage du lanceur super-lourd Starship de SpaceX à son site de lancement, appelé Starbase, situé sur la péninsule de Boca Chica (Texas) dans le delta du Rio Grande, au bord du golfe du Mexique.

En 2014, SpaceX a commencé à installer une base appelée Starbase, puis une usine nommée Starfactory, sur la péninsule de Boca Chica (Texas), anciennement habitée et classée comme zone naturelle dans le delta du Rio Grande, au bord du golfe du Mexique, afin de construire et lancer un lanceur super-lourd entièrement réutilisable appelé Starship. La réutilisabilité du véhicule vise à réduire considérablement les coûts de lancement, en permettant une remise en service rapide entre les vols(p2). Une fois opérationnel, le Starship devait pouvoir voyager jusqu’à Mars avec des colons humains. Elon Musk a déclaré qu’un lancement orbital de Starship pourrait à terme coûter 2 millions de dollars, après avoir commencé à 10 millions dans les 2 à 3 premières années, puis diminuerait avec le temps. Starfactory devrait à terme produire un Starship par jour.
La fusée est composée d’un premier étage Super Heavy et d’un second étage Starship, propulsés par des moteurs Raptor et Raptor Vacuum. Les deux étages sont construits en acier inoxydable. Le méthane a été choisi comme carburant pour les moteurs Raptor car il est relativement peu coûteux, produit peu de suie comparé à d'autres hydrocarbures, et peut être produit sur Mars à partir du dioxyde de carbone de l’atmosphère martienne et d’hydrogène grâce à la réaction de Sabatier. La chambre de combustion principale utilise un nouvel alliage métallique, lui permettant de contenir une pression de 300 bar (4 400 psi), la plus élevée de tous les moteurs actuels. À l’avenir, il pourrait être produit en série et coûter environ 230 000 $ par moteur, soit 100 $ par kilonewton.

### Premières missions

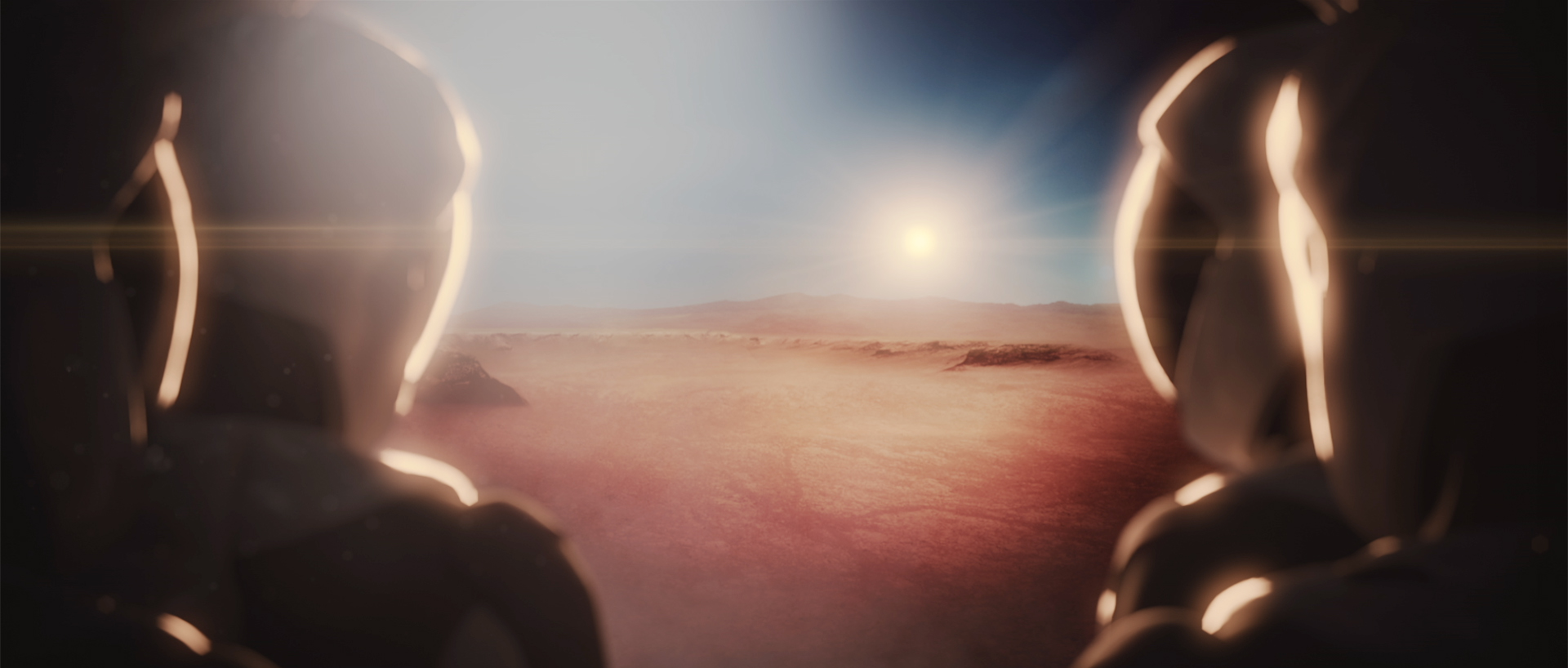
Scène d'astronautes sur Mars, extraite de la présentation de l'IAC 2016.

Elon Musk a déclaré qu’un premier atterrissage de Starship sur Mars aurait pu avoir lieu dès 2022, et qu’une mission habitée vers Mars ne serait possible qu’à partir de 2029. Les premières missions martiennes de SpaceX devraient impliquer de petites flottes de vaisseaux Starship, financées par des partenariats public-privé.
SpaceX a annoncé son intention de construire une base habitée sur Mars, espérant qu’elle évoluera vers une colonie autosuffisante,. Avant tout transport d’humains, plusieurs missions cargo seront nécessaires pour acheminer des équipements, des habitats et des provisions. L’équipement destiné aux premières équipes comprendra des "machines pour produire de l'engrais, du méthane et de l’oxygène à partir de l’azote et du dioxyde de carbone de l’atmosphère martienne, ainsi que de l’eau gelée souterraine", ainsi que des matériaux de construction pour ériger des dômes transparents destinés à la culture alimentaire,. En septembre 2024, SpaceX prévoyait de lancer cinq vaisseaux Starship non habités vers Mars lors de la prochaine fenêtre de transfert Terre-Mars prévue en 2026.
Les plans de Musk pour une première mission habitée vers Mars prévoient environ 12 personnes, avec pour objectif de "construire et tester l'usine de production d’ergols et le système d’alimentation de Mars Base Alpha", ainsi que d’établir une "base rudimentaire". L’entreprise prévoit d’utiliser des ressources martiennes pour produire le carburant du voyage retour, et d’appliquer des technologies similaires sur Terre pour produire un carburant neutre en carbone.

### Peupler Mars

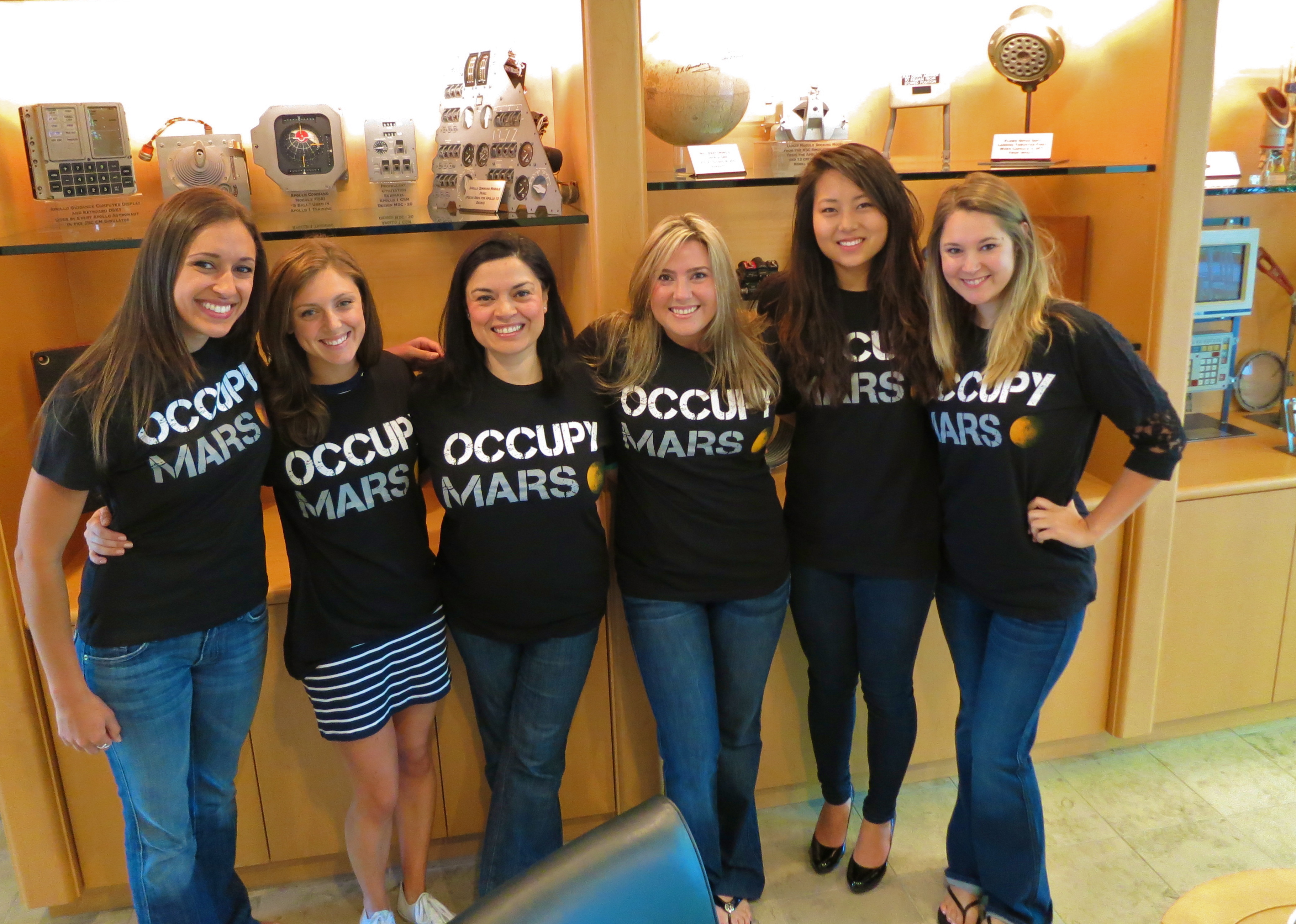
Des personnes chez SpaceX portant des t-shirts avec l'inscription Occupy Mars. La colonisation dépendra de nombreux colons acceptant la dure réalité de Mars, comme l’a souligné Elon Musk en présentant l’approche coloniale de SpaceX

SpaceX espère commencer à envoyer des colons une fois que les infrastructures seront établies sur Mars et que les coûts de lancement depuis la Terre auront diminué. Après les premiers atterrissages habités sur Mars, Musk a suggéré que le nombre de personnes envoyées pourrait augmenter rapidement. Le calendrier de Musk prévoit une première mission habitée dès 2029 et le développement d’une colonie autonome d’ici 2050.
Une colonisation réussie, avec une présence humaine établie sur Mars et s’étendant sur plusieurs décennies, impliquerait à terme beaucoup plus d’acteurs économiques que SpaceX,,. En 2024, Musk a affirmé que l’utilisation des ressources locales martiennes serait essentielle pour établir une colonie autonome, et que SpaceX visait à ce qu’une colonie atteigne l’autosuffisance en "sept à neuf ans". Les propositions actuelles incluent la récupération du CO2 atmosphérique et sa séparation en composants. Cela permettrait d’utiliser l’O2 ainsi que le CH4 pour la production de carburant, et notamment l’O2 en plus de l’azote (le deuxième gaz le plus abondant de l’atmosphère martienne) pour fournir de l’air respirable dans les quartiers d’habitation.
Le programme vise à envoyer un million de personnes sur Mars en lançant 1000 Starship lors des fenêtres de lancement martiennes, qui se produisent environ tous les 26 mois. Les trajets prendraient entre 80 et 150 jours, avec une moyenne d’environ 115 jours (pour les neuf périodes synodiques entre 2024 et 2041).

## Réception
La colonisation humaine de Mars a suscité un intérêt croissant, à la fois favorable et critique, depuis les exploits techniques de SpaceX et la montée en popularité d’Elon Musk dans les années 2010, et encore plus dans les années 2020.

### Soutien

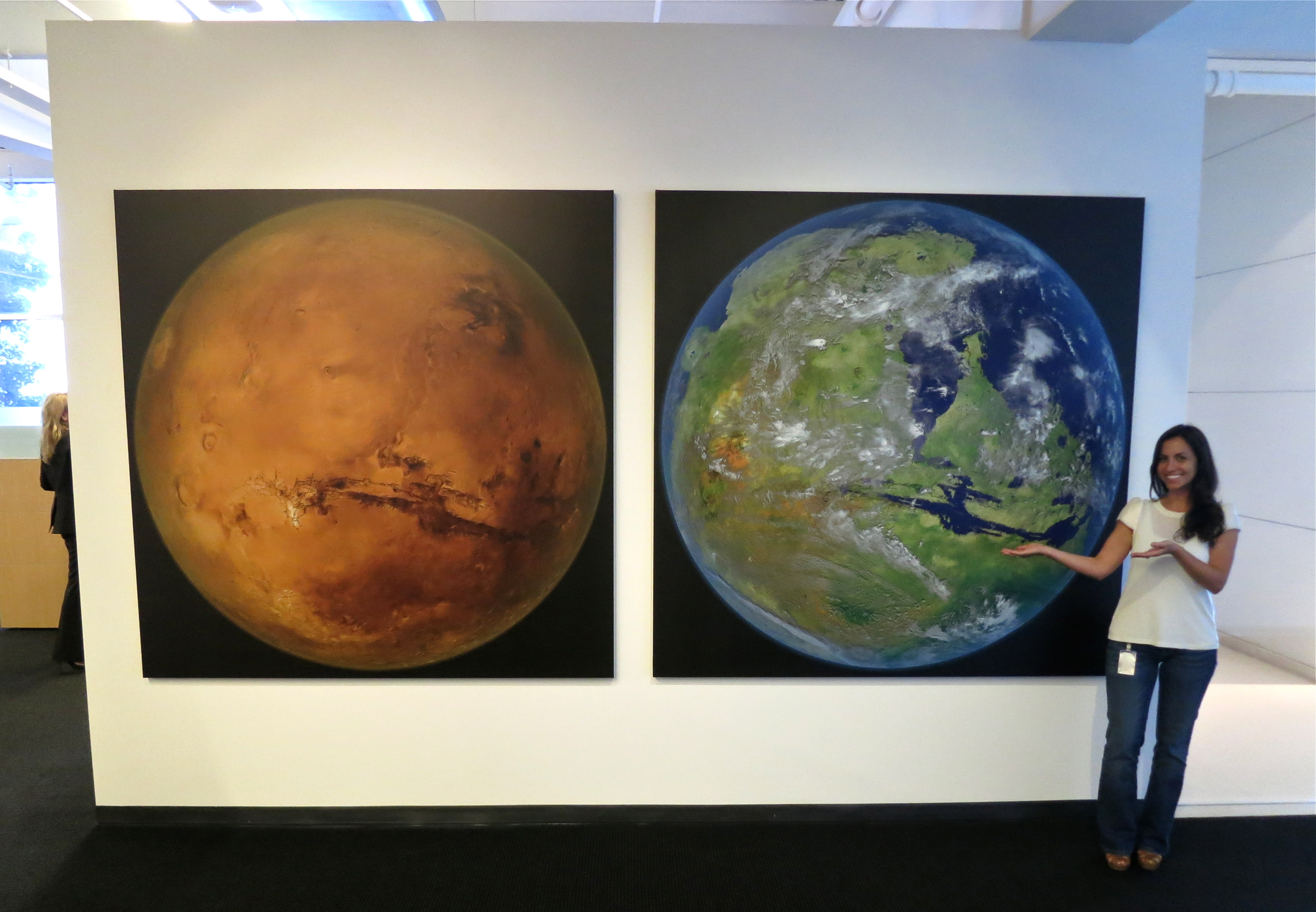
"We bring you Mars", une représentation d’un Mars terraformé aux sièges de SpaceX.

Certains experts comme Robert Zubrin soutiennent ce concept. Il existe de la glace d’eau sous forme de pergélisol et de glaciers sur Mars, ainsi que d’autres ressources telles que le dioxyde de carbone et l’azote. Selon Zubrin, le coût de lancement réduit prévu avec Starship pourrait rendre la recherche spatiale rentable, permettant des avancées majeures en médecine, en informatique et en science des matériaux(pp47,48), rendant aussi rentable l’extraction minière d’astéroïdes ainsi que pratique une économie spatiale et la colonisation spatiale(pp25, 26).
D’autres, comme Saul Zimet, ont exprimé un fort soutien pour cette idée, suggérant que les progrès technologiques pouvant être développés sur Mars bénéficieront à toute la Terre.

### Critiques
Les plans de SpaceX pour la colonisation de Mars ont été critiqués sur des bases éthiques et techniques. Il a été soutenu que l’installation d’humains sur Mars pourrait détourner l’attention de la résolution des problèmes sur Terre, lesquels pourraient aussi devenir problématiques sur Mars, sur la base que les plans concernant Mars sont toujours des plans que nous avons pour la Terre. Jeff Bezos, fondateur de Blue Origin, concurrent de SpaceX dans le domaine du vol spatial commercial, a préconisé de déplacer les industries lourdes de la Terre vers l’orbite terrestre basse plutôt que de coloniser Mars. Le soutien de SpaceX à l’installation extraterrestre a été considéré par certains comme une perpétuation des mentalités colonialistes,. Zahaan Barhmal de The Guardian a également affirmé que la question de l’impact de l’installation humaine sur Mars n’a pas été abordée de manière exhaustive.
Il a été souligné que les conséquences physiques et sociales d’une tentative de survie à long terme à la surface de Mars devront être prises en compte. L’ancien président américain Barack Obama a déclaré que Mars pourrait être plus inhospitalier que la Terre « même après une guerre nucléaire », et d’autres ont souligné que la planète Terre et les abris souterrains pourraient encore offrir de meilleures conditions et une meilleure protection pour davantage de personnes si nécessaire. La colonisation de Mars a été qualifiée de « dangereuse illusion » par le Lord Martin Rees, cosmologiste et astrophysicien britannique, ainsi qu'Astronome royal du Royaume-Uni. Musk a déclaré que rester sur Mars serait une entreprise à risque de mort qui devrait être glorieuse pour en valoir la peine. Zahaan Bharmal a en outre soutenu que l’exploration de Mars devrait être laissée aux missions robotiques déjà couronnées de succès, les missions habitées étant trop coûteuses, dangereuses et ennuyeuses.
Les plans pour le programme Mars de SpaceX ont été critiqués comme irréalistes à cause des incertitudes sur le financement, et parce qu’ils concernent principalement le transport vers Mars et non l’établissement d’une colonie fonctionnelle par la suite. En juillet 2019, SpaceX n’avait pas expliqué ses projets concernant les systèmes de survie à bord et la protection contre les radiations, ni sur l’utilisation des ressources une fois les colons débarqués. George Dvorsky écrivant pour Gizmodo a qualifié le calendrier de Musk pour la colonisation martienne de « stupéfiant d’irréalisme » et de « pure illusion ».

## Lois
SpaceX prévoit de fonder les lois régissant une colonie martienne sur le principe de la libre détermination et sur celui de la démocratie directe (plutôt que sur la démocratie représentative). Une partie de cette politique est apparue dans les conditions générales d’utilisation de la plateforme Starlink de SpaceX, qui stipulent : « Les parties reconnaissent Mars comme une planète libre et qu’aucun gouvernement terrestre n’a d’autorité ni de souveraineté sur les activités martiennes ».
En revanche, le droit spatial internationalement reconnu proclame que l’espace est le « patrimoine commun de l’humanité » et établit que Mars ne peut être revendiquée comme propriété. Son statut juridique partage certains éléments avec celui des eaux internationales sur Terre. En outre, on considère que la tentative de colons technocratiques de mettre en place une démocratie directe et d’accommoder juridiquement une population diverse sera un défi.